# Alfred Birkenmayer
Alfred Józef Birkenmayer, także Birkenmajer, ps. „Burmistrz”, „Straszewski” (ur. 29 maja 1892 w Krakowie, zm. 4 czerwca 1977 w Toronto) – major Wojska Polskiego, pracownik polskiego wywiadu wojskowego, poseł na Sejm, publicysta, dziennikarz. 

## Życiorys
Pochodził z rodziny o korzeniach niemieckich. Był synem Ludwika Antoniego (1855–1929), astronoma, historyka nauk ścisłych, profesora Uniwersytetu Jagiellońskiego, i Zofii z Karlińskich, córki Franciszka Karlińskiego i Ludmiły z Luckerów (1861–1943). Miał liczne rodzeństwo; spośród braci Aleksander Ludwik był historykiem nauk ścisłych i filozofii oraz bibliotekoznawcą, Józef, profesorem, krytykiem literackim, poetą i tłumaczem, oraz Wincenty polonistą i znanym taternikiem. 
Po zdaniu matury w Zakładzie Naukowo-Wychowawczym Ojców Jezuitów w Chyrowie studiował na Uniwersytecie Jagiellońskim. Od 1910 r. członek Związku Walki Czynnej i Związku Strzeleckiego. Z chwilą wybuchu I wojny światowej w szeregach armii austro-węgierskiej, a następnie Legionów Polskich, gdzie służył w artylerii. Po kryzysie przysięgowym musiał ukrywać się przed żandarmerią austriacką, działał w konspiracyjnej Polskiej Organizacji Wojskowej w Małopolsce Wschodniej. Za tę działalność władze Zachodnioukraińskiej Republiki Ludowej wydały na niego wyrok śmierci. W latach 1918–1927 był oficerem Wojska Polskiego, służąc ze względu na znajomość języków obcych w Oddziale II Sztabu Generalnego. Brał udział w przygotowaniu Trzeciego Powstania Śląskiego, a w latach 1922–1924 kierował placówką „Brzoza” w Berlinie. Był też redaktorem pisma Polska Zbrojna. Z dniem 30 kwietnia 1928, „na własną prośbę o długoterminowy urlop”, został przeniesiony w stan nieczynny na przeciąg 12 miesięcy. Z dniem 5 listopada 1928 został przeniesiony w stan nieczynny na przeciąg trwania kadencji sejmowej bez poborów. Z dniem 1 września 1930 został powołany ze stanu nieczynnego z równoczesnym oddaniem do dyspozycji dowódcy Okręgu Korpusu Nr I do prac przysposobienia wojskowego. Z dniem 31 października 1930 został przeniesiony w stan spoczynku.
W 1928  z ramienia BBWR wybrany zastępcą posła, a w 1930 r. posłem na Sejm. Pełnił też funkcje dyrektora agencji telegraficznej "Express" i wicedyrektora agencji "Iskra", a w latach 1931-1934 redaktora naczelnego prorządowych wydawnictw prasowych Pomorskiej Spółdzielni Wydawniczej w Toruniu. Od 1934 r. kierownik sekretariatu wojewódzkiego BBWR w Wilnie. W 1935 r. przeszedł do pracy w Polskim Radio.
Z chwilą wybuchu II wojny światowej powrócił do pracy wywiadowczej. W 1940 r. został skierowany na placówkę w Belgradzie, której nie objął z powodu agresji Niemiec na Francję. Pod pseudonimem „Burmistrz” działał w placówkach wywiadowczych w Casablance i Madrycie, zajmując się przerzutem polskich żołnierzy do Wielkiej Brytanii. Aresztowany przez policję kolaboracyjnego rządu Vichy został skazany na 7 miesięcy więzienia. Po uwolnieniu przedostał się poprzez Maroko do Ottawy, gdzie do końca wojny światowej służył w wywiadzie. Po wojnie pozostał w Kanadzie, działał w Stowarzyszeniu Polskich Kombatantów. 
Pochowany w grobowcu rodzinnym na Cmentarzu Rakowickim w Krakowie.
W 1920 r. ożenił się ze Zdzisławą z d. Jugan, a po jej śmierci, 17 stycznia 1931 z Konstancją Sandecką.

## Ordery i odznaczenia
- Krzyż Niepodległości z Mieczami – 7 lipca 1931 „za pracę w dziele odzyskania niepodległości”[9]
- Krzyż Walecznych[10]
- Srebrny Krzyż Zasługi[10]
- Złota Odznaka Honorowa Ligi Obrony Powietrznej i Przeciwgazowej[10]
- Order Świętego Sawy[10]